# 冬の贈り物 (光GENJI SUPER 5の曲)
「冬の贈り物」（ふゆのおくりもの）は光GENJI SUPER 5の楽曲で『忍たま乱太郎 オリジナル・サウンドトラック (1994)』に収録されている。

## 曲の詳細
1. 冬の贈り物 [4:02]
作詞：原真弓、作曲・編曲：馬飼野康二
コーラス・アレンジ：曳田修
  - NHK教育アニメ『忍たま乱太郎』イメージソング